# Шибеник (ракетный катер)
РТОП-21 «Шибеник» (хорв. RTOP-21 Šibenik) — хорватский ракетный катер типа «Раде Кончар».

## История
Катер под именем «Владо Четкович» (номер RTOP-402) строился на верфях организации «Бродоградилиште Кралевица». Спущен на воду 28 августа 1977. В составе флота СФРЮ с 1978 года. В 1991 году вошёл в состав ВМС Хорватии, отреставрировался на верфи имени Велимира Шкорпика. 28 сентября 1991 года вошёл в состав флота Хорватии. Участвовал в операциях «Молния» и «Буря».

## Характеристики

### Физические параметры и двигатель
Катер «Шибеник» относится к классу «Раде Кончар» (тип 401, проект «Врбас»). Оснащён бронёй толщиной от 3 до 12 мм, разделён на 11 водонепроницаемых отсеков. Размеры: длина 44,99 м, ширина 8,4 м, осадка 2,6 м, высота 12,8 м. Стандартное водоизмещение 237 т (максимальное 260 т).
Главная энергетическая установка типа CODAG (Combined Diesel and Gas): две газовые турбины Rolls-Royce Marine Proteus 52 M/ 558 (мощность каждой порядка 4500 л.с.) и два дизельных мотора MTU 16 V 538 TB91 (мощность каждого порядка 3600 л.с.). Дизельные моторы представляют собой главную часть энергоустановки. При задействии исключительно дизельных двигателей катер развивает скорость до 25 узлов, при задействии газовых турбин развивает экономную скорость до 28 узлов. Максимальная скорость составляет 40 узлов, что выше даже скорости катеров «Краль Петар Крешимир» и «Краль Дмитар Звонимир» (по 37 узлов каждый). Дальность плавания составляет 780 морских миль при скорости в 22 узла.

### Вооружение
Катер может быть вооружён двумя или четырьмя шведскими противокорабельными ракетами RBS-15 дальностью полёта 80 км. Изначально на катере стояли советские ракеты типа П-15, но их впоследствии заменили на шведские. На катере установлены артиллерийские установки 30-мм АК-630М 57-мм Bofors SAK 57 L/70. АК-630М может использоваться для борьбы с воздушными, морскими и сухопутными целями: скорострельность составляет 200 пуль в минуту, дальность поражения сухопутных и морских целей до 12 км, воздушных до 6,5 км.
В состав электронного вооружения входят навигационный радар Decca RM 1226, система управления огнём Deimos/Fobos (основа системы Phillips 9LV 202). К прочему электронному оборудованию относятся системы снижения магнетизма судна, очистки морской воды (её опреснения), навигационное оборудование, средства для безопасной навигации, кондиционеры, пожарные системы и насосы для откачки воды. Экипаж составляет 30 человек.